# NGC 625
NGC 625は、ほうおう座の方角に約1270万光年の位置にある矮小棒渦巻銀河である。ちょうこくしつ座銀河群に属す銀河の1つである。